# Anna Vozakova
Anna Vozakova (San Petersburgo, 7 de febrero de 1989) es una jugadora de voleibol de playa rusa. Ha competido junto a Anastasia Vasina en los Juegos Olímpicos de Londres 2012, donde fueron derrotadas por las hermanas Doris Schwaiger y Stefanie Schwaiger de Austria.